# ولتا (آلبوم)
ولتا (به انگلیسی: Volta) ششمین آلبوم استودیویی از خوانندهٔ ایسلندی بیورک می‌باشد که در ۱ مهٔ سال ۲۰۰۷ از سوی وان لیتل ایندیپندنت رکوردز منتشر گردید. این آلبوم با همکاری هنرمندان متعددی ساخته شده، از جمله همکار قدیمی بیورک، مارک بل، و تهیه‌کنندگان تیمبلند و دنجا.